# Piet Schoenmakers
Pierre Hubert (Piet) Schoenmakers (Roermond, 24 juni 1919 - aldaar, 10 april 2009) was een Nederlandse beeldend kunstenaar.

## Leven en werk
Schoenmakers werd van 1932 tot 1936 opgeleid aan de Teekenschool in Roermond en studeerde vanaf 1937 aan de Rijksakademie van beeldende kunsten in Amsterdam. Voor zijn kopergravure Odysseus in gepeins verzonken op het eiland van de nymf Kalypso ontving hij in 1941 de Prix de Rome. Hij ontwikkelde zich tot een veelzijdig kunstenaar: beeldhouwer, glaskunstenaar, graveur, keramist en schilder. Hij werkte als ontwerper voor het Beeselse Atelier St. Joris. In 1984 exposeerde hij voor het eerst zijn schilderijen in het Stedelijk Museum Roermond.

## Werken (selectie)
- Kruiswegstaties (14 reliëfs) (1950), Martinuskerk in Beegden
- Glas in lood (1951), Jacobus Maiorkerk in Roermond
- Vier keramische kunstwerken (1956), Gertrudiskerk in Beesel
- Gevelreliëf van Jezus op het meer van Genesareth (1959) voor de Onze-Lieve-Vrouw Onbevlekt Ontvangenkerk, Zuidwijk (Rotterdam), in 2004 herplaatst aan de Sint-Bavokerk in Pendrecht.
- Geveldecoraties (1960), Batavierenweg in Nijmegen
- Bloem (1965), Bernadottelaan in Gouda
- Gevelreliëf Levenscyclus (tussen 1965-1967), voormalig Stadskantoor Beverwijk, verplaatst in 2014 naar de Büllerlaan in Beverwijk
- Basreliëf (1970) bibliotheek, Kerkplein, Beverwijk
- Muurobjecten Hoflandscholencomplex (1972), Mijdrecht, (tijdelijk) verwijderd.
- Reliëf (1975) - Broerstraat/Plein 1944 in Nijmegen (niet meer aanwezig)
- Keramische wanddecoratie De Springbok (1975) in De Hoef

## Fotogalerij

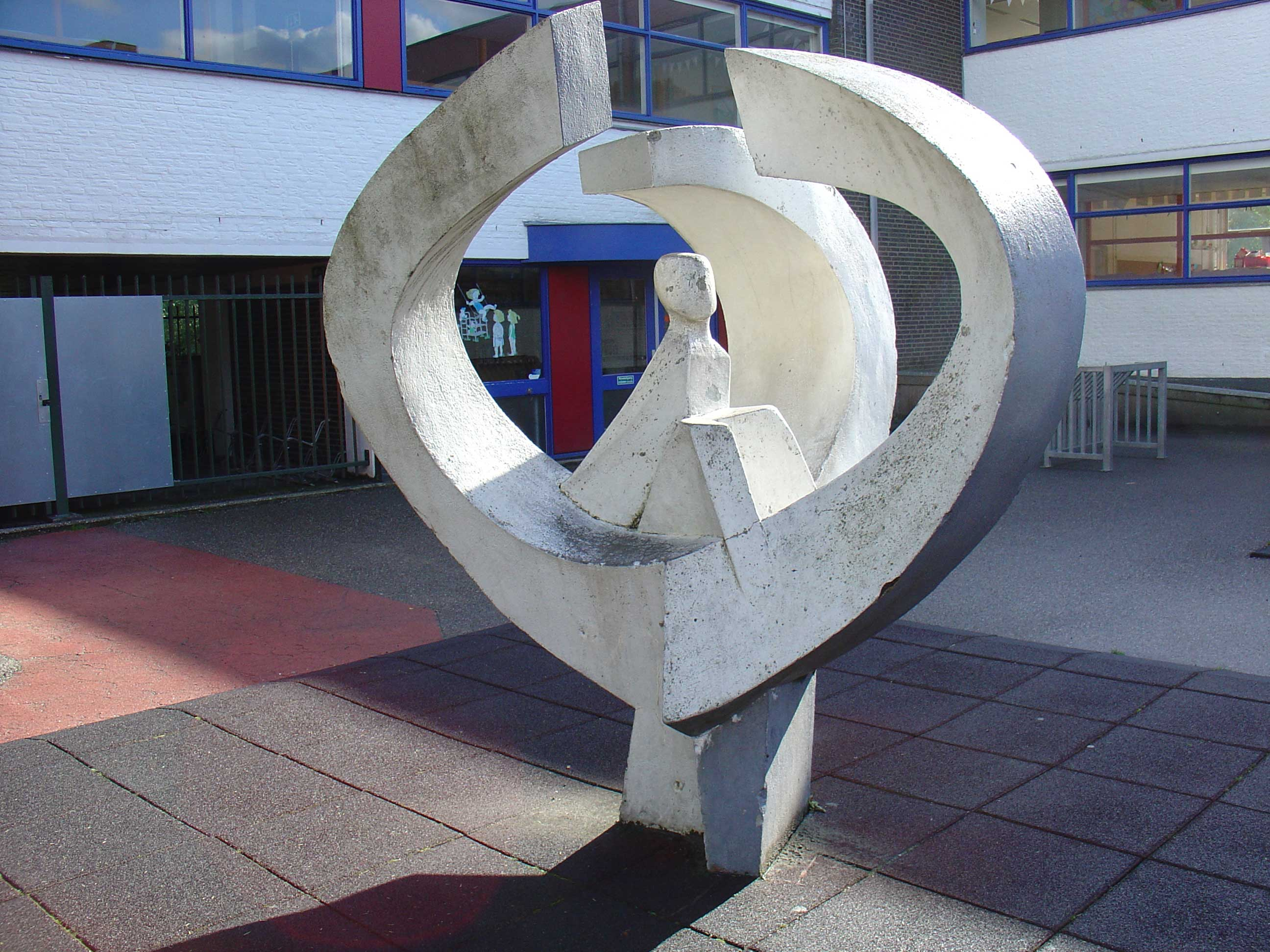
Bloem (1965)
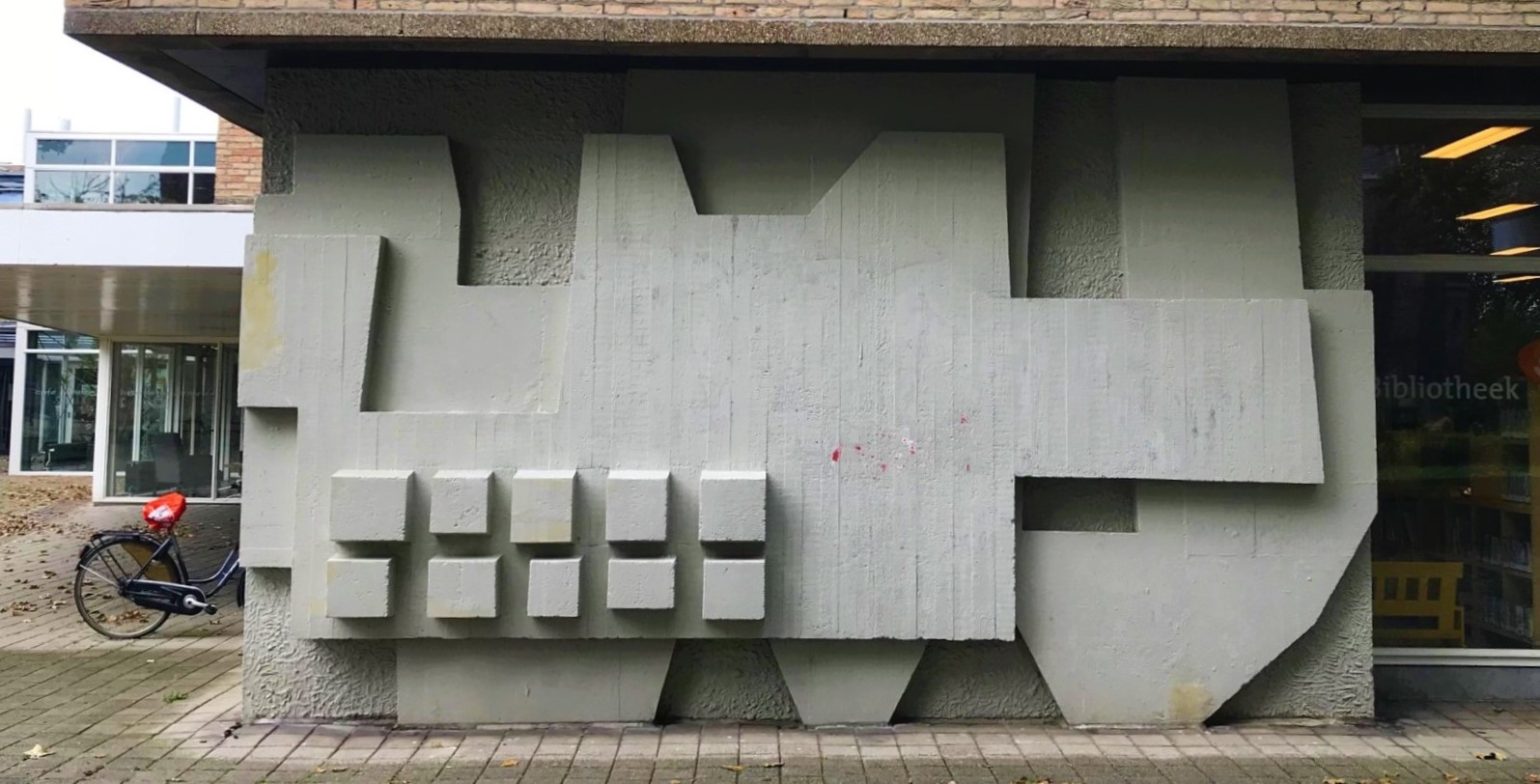
Basreliëf bibliotheek, Kerkplein, Beverwijk (1970)
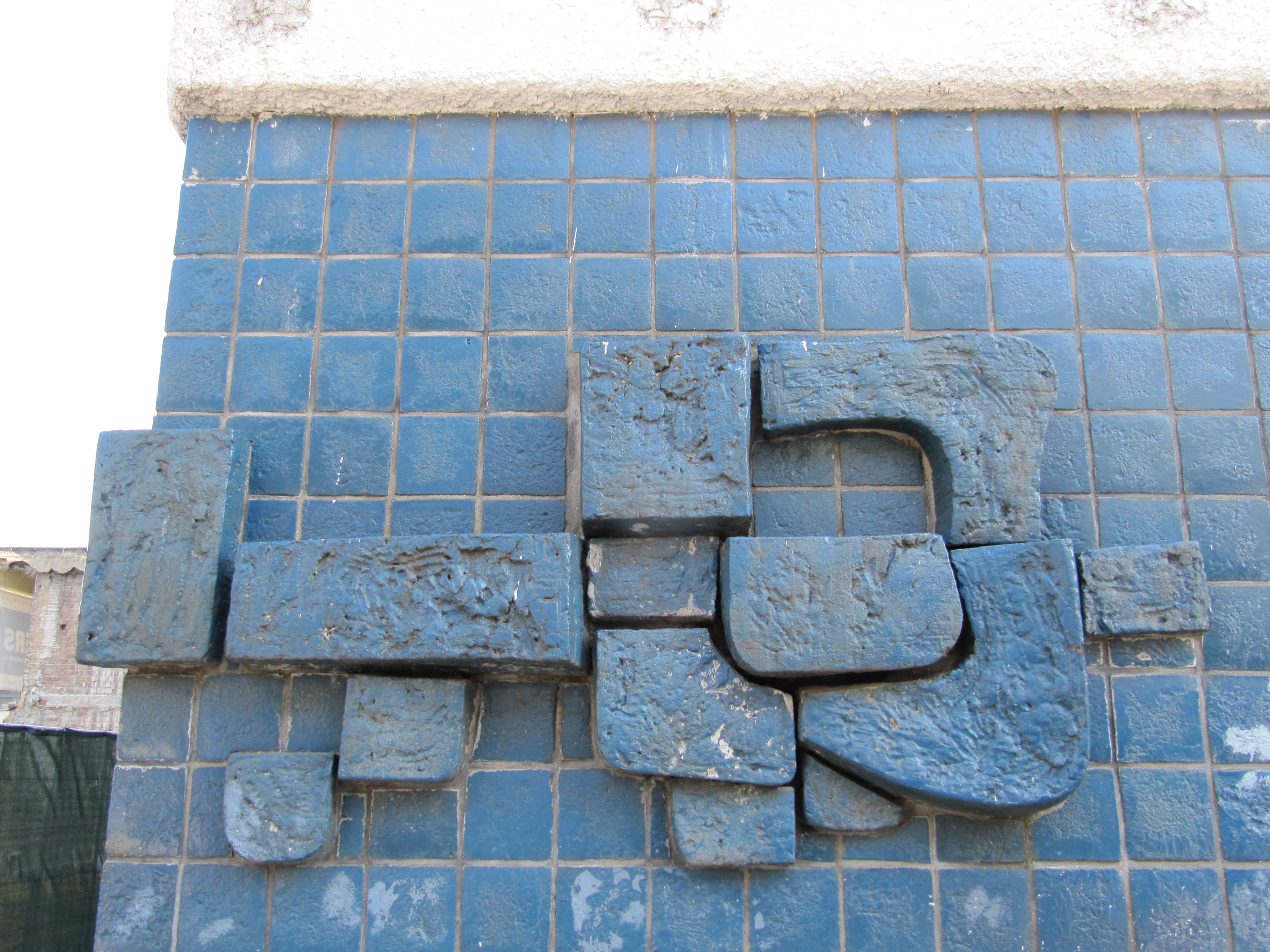
Reliëf (1975)
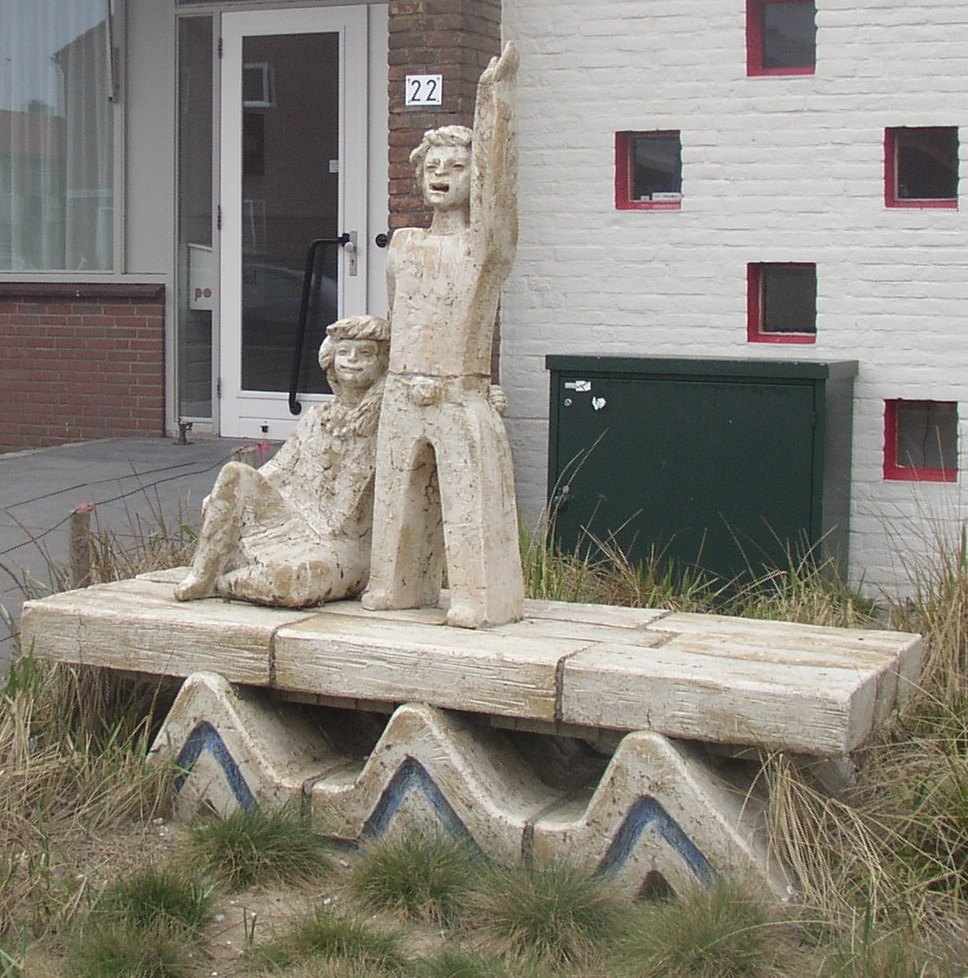
Zeetje houen (1975), cbs Wakersduin, Noordwijk
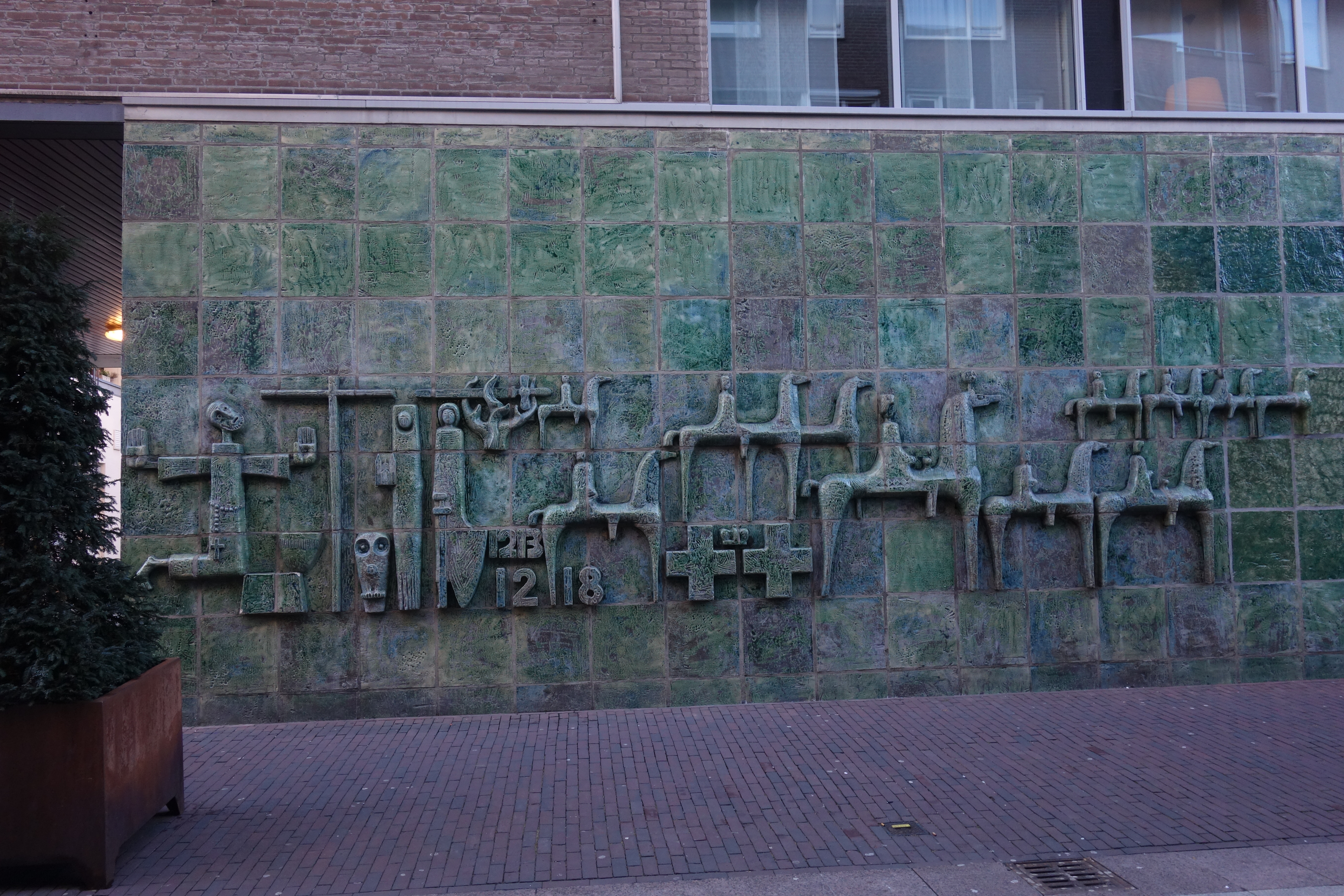
Reliëf ABN-AMRO bank Roermond (1977)